# جسيم دقيق
الجسيمات الدقيقة (بالإنجليزية: Microparticles) هي جسيمات يتراوح حجمها بين 0.1 و 100 ميكرومتر. تتوفر الجسيمات الدقيقة المتوفرة تجاريًا في مجموعة متنوعة من المواد، بما في ذلك السيراميك والزجاج والبوليمرات والمعادن. تشمل الجسيمات الدقيقة التي نواجهها في الحياة اليومية حبوب اللقاح والرمل والغبار والدقيق والسكر البودرة.
الكرات المجهرية (بالإنجليزية: Microspheres) هي جزيئات كروية دقيقة، وتُستخدم عندما تكون مساحة سطح الجسيمات المتسقة والتي يمكن التنبؤ بها مهمة.

## التطبيقات
تستخدم اختبارات الحمل المنزلية جزيئات الذهب الدقيقة. أظهرت دراسة حديثة أن الجسيمات الدقيقة المصبوبة سالبة الشحنة والمعدلة للمناعة يمكن أن يكون لها استخدام علاجي في الأمراض التي تسببها الخلايا الوحيدة الالتهابية أو تعززها.

## أنظر أيضاً
- الغرونيات
- ضيائية
- كبسلة دقيقة
- ميكروبيدات
- جسيم نانوي
- رذاذ البحر